# Radio:Active
Radio:Active è il quarto album in studio del gruppo pop rock inglese McFly, pubblicato nel 2008.

## Tracce
Edizione standard
1. Lies – 3:45
2. One for the Radio – 3:06
3. Everybody Knows – 3:15
4. Do Ya – 2:54
5. Falling in Love – 4:29
6. POV – 3:55
7. Corrupted – 3:41
8. Smile – 3:17
9. The End – 3:44
10. Going Through the Motions – 3:23
11. Down Goes Another One – 4:17
12. Only the Strong Survive – 3:35
13. The Last Song – 4:48

## Formazione
- Danny Jones – chitarra, voce
- Tom Fletcher – chitarra, voce, piano, tastiere
- Harry Judd – batteria, percussioni
- Dougie Poynter – basso, cori
- Jamie Norton – tastiere
- Jason Perry – chitarra, cori